# Margarethe Elisabeth Milow

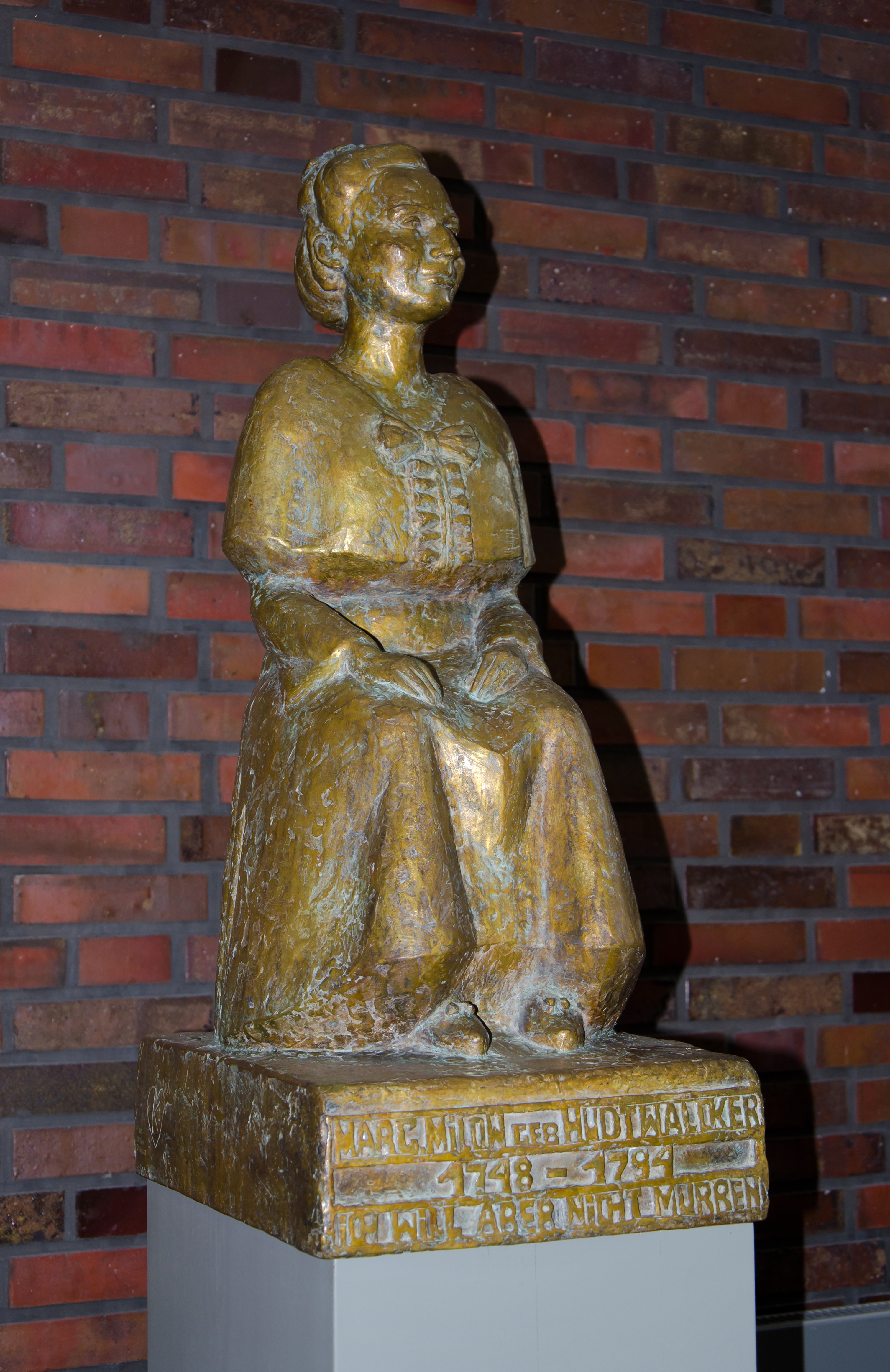
Eine Büste für Margarethe Elisabeth Milow

Margarethe Elisabeth Milow (* 2. Oktober 1748 in Hamburg als Elisabeth Hudtwalcker; † 20. Oktober 1794 ebenda) war eine deutsche Hausfrau und Hausmutter eines Knabeninternats.

## Leben und Wirken

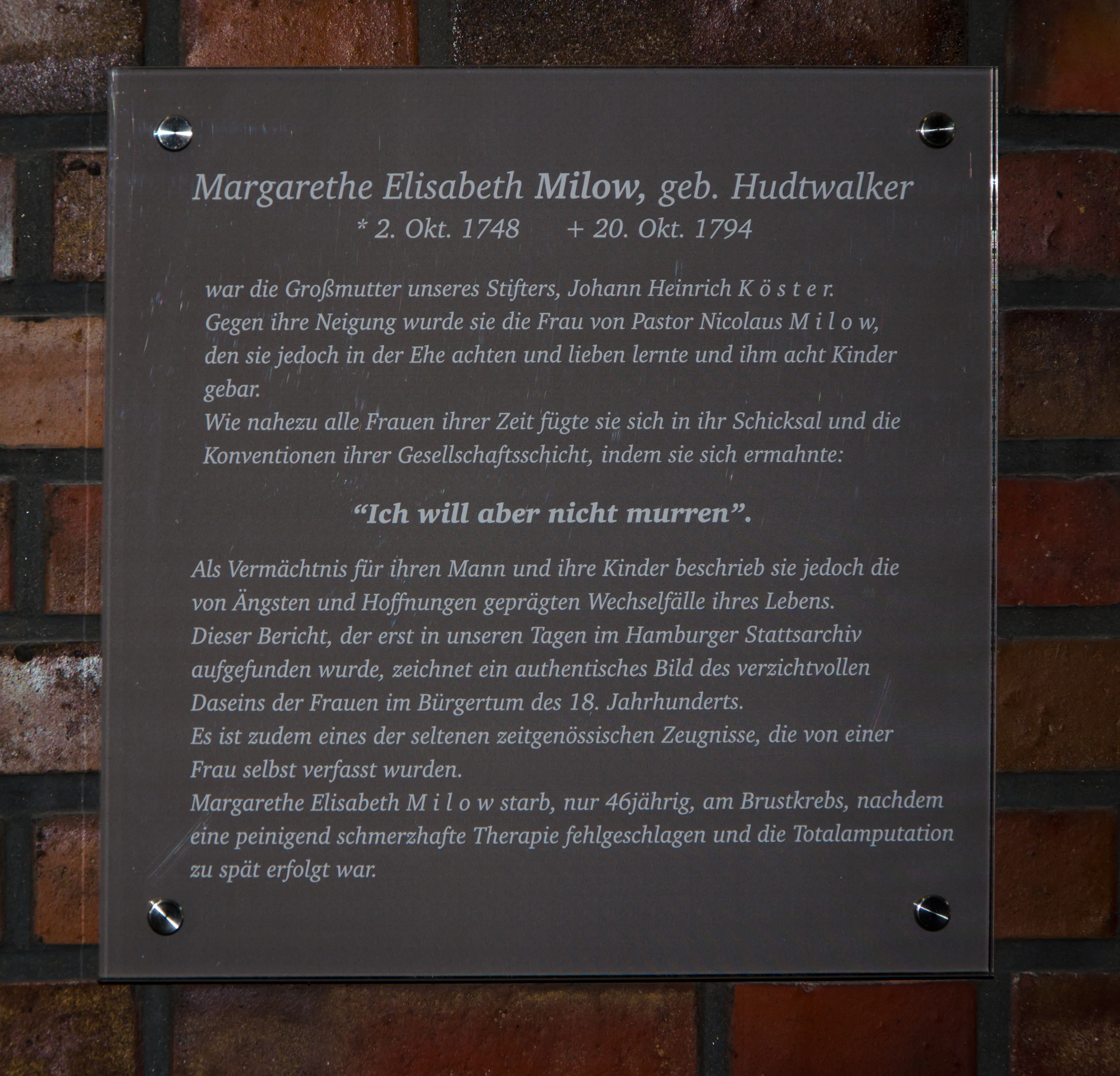
Gedenktafel

Margarethe Elisabeth Hudtwalcker war eine Tochter des Tran- und Heringshändlers Jacob Hinrich Hudtwalcker (1710–1781) und dessen Ehefrau Sara Elisabeth, geborene Ehlers (1728–1799). Kindheit und Jugend verbrachte sie in der Katharinenstraße 83. Sie hatte neun Geschwister, darunter den Senator Johann Michael Hudtwalcker.
Margarethe Elisabeth Hudtwalcker schrieb eine erstmals 1987 publizierte Autobiografie. Sie gehörte damit zu den wenigen nichtadligen Frauen des 18. Jahrhunderts, deren Leben derart dokumentiert ist. Hudtwalcker schrieb nicht für eine breite Leserschaft, sondern für ihren Mann und die gemeinsamen Kinder. In ihrem Werk beschreibt sie einen Lebenslauf mit unglücklicher Liebe, Hoffnung und Glück, Sorgen in der Ehe, Glauben und Ängsten. Als besonders gelungen gilt die Darstellung ihrer Zuneigung zu Octav, der im Kontor ihres Vaters arbeitete. Da dessen Vater ein Bankrotteur war, galt Octav als nicht standesgemäß. Jacob Hinrich Hudtwalcker suchte daher für seine Tochter den Pastor Johann Nikolaus Milow (1738–1795) als Ehemann. Dieser hatte zwar kein Vermögen, aber den gewünschten Stand. Nach der Hochzeit am 17. Oktober 1769 predigte Johann Nikolaus Milow mehrere Jahre in Lüneburg. Anschließend arbeitete er als Pastor für Heinrich Carl von Schimmelmann. Somit kam das Ehepaar in Kontakt mit dem Umfeld von Matthias Claudius.
Margarethe Elisabeth Milow war die Mutter von elf Kindern, die sie zwischen dem 22. und dem 37. Lebensjahr gebar. Drei dieser Kinder starben kurz nach der Geburt oder kamen über das Kindesalter nicht hinaus. Außerdem hatte sie eine Fehlgeburt. Ihr Ehemann leitete neben dem Pastorenamt eine Bildungseinrichtung für Knaben zwischen acht und 15 Jahren. Da diese auch im Haushalt der Milows lebten, musste Margarethe Elisabeth sie neben der eigentlichen Hausfrauentätigkeit als Hausmutter betreuen.
Im Alter von 46 Jahren erkrankte Milow an Brustkrebs. Den Krankheitsverlauf hielt sie in ihren Aufzeichnungen fest. Sie wurde ohne Narkose operiert, gesundete und bekam später Metastasen. Sie starb ein Jahr nach der Operation. Das Unglück ihres Lebenslaufs ist, dass sich der von ihr verehrte Octav wenige Jahre nach ihrer Hochzeit zu einem angesehenen und reichen Kaufmann entwickelte.
Die Köster-Stiftung, deren Stifter Verwandte Margarethe Elisabeth Milows sind, widmeten ihr 1995 eine Büste in einem Altenheim am Amalie-Dietrich-Stieg 2.